# Fairplay
Fairplay este, conform definiției, acceptarea loială a regulilor într-un joc, iar prin extindere, o conduită onestă în orice situație. Conceptul se referă la respectarea adversarilor, a regulilor, a deciziilor arbitrilor, a publicului spectator și a spiritului general de joc. De asemenea, fairplay-ul presupune acceptarea cu demnitate atât a înfrângerii, cât și a victoriei.
Termenul provine din limba engleză și este o combinație a cuvintelor fair (cinstit) și play (joc). Combinația a fost utilizată pentru prima dată de către William Shakespeare în piesa Regele Ioan (1598).

## Principii
Principiile corecte ale jocului includ:
- Respect față de adversar
- Respectarea regulilor și deciziilor judecătorilor - să ia toate deciziile judecătorilor și să le conteste corect într-o ordine separată
- Dopajul și orice stimulare artificială nu pot fi utilizate
- Șanse egale - toți sportivii de la începutul competiției se pot aștepta în egală măsură să câștige
- Autocontrolul unui atlet - limitându-i emoțiile, fiind capabil să perceapă în mod adecvat orice rezultat al luptei

Aceste principii constituie comportament sportiv și neagă victoria cu orice preț.